# سانتا كروز دا فيتوريا
سانتا كروز دا فيتوريا بلدية في ولاية باهيا في المنطقة الشمالية الشرقية من البرازيل.